# 솜사탕 (대성의 노래)
솜사탕(영어: Cotton Candy)는 대한민국의 음악 그룹 빅뱅의 대성의 2010년에 발매된 노래이다. 이 곡은 대성이 직접 가사를 썼으며, 자화상 출신의 정지찬이 작곡을 맡아 빅뱅의 단독 콘서트 'BIG SHOW 2010'에서 첫 선을 보였다.

## 트랙 리스트
| #            | 제목         | 작사         | 작곡         | 편곡         | 재생 시간 |
| ------------ | ------------ | ------------ | ------------ | ------------ | --------- |
| 1.           | 〈솜사탕〉   | 대성, 정지찬 | 정지찬       | 정지찬       | 3:44      |
| 총 재생 시간 | 총 재생 시간 | 총 재생 시간 | 총 재생 시간 | 총 재생 시간 | 3:44      |